# Atrichopogon flumineus
Atrichopogon flumineus är en tvåvingeart som beskrevs av John William Scott Macfie 1935. Atrichopogon flumineus ingår i släktet Atrichopogon och familjen svidknott. Inga underarter finns listade i Catalogue of Life.